# Алькарас, Лукас
Луис Лукас Алькарас Гонсалес (исп. Luis Lucas Alcaraz González; род. 21 июня 1966, Гранада, Андалусия) — испанский футболист и футбольный тренер.

## Тренерская карьера
Начал тренировать в 1995 году в возрасте 29 лет. Вместе с «Гранадой» в первых трёх сезонах он дважды входил в топ-четверку клубов третьего дивизиона Испании, но так и не сумел пройти плей-офф. В следующих двух сезонах он также работал в Сегунде Б с клубами «Альмерия» и «Дос Эрманас».
В 2000 году 34-летний Алькарас подписал контракт с «Рекреативо», который он вывел в Ла Лигу со второй попытки спустя 23 сезона отсутствия. Несмотря на скорый вылет клуба во второй дивизион, «Рекреативо» сумел добраться до финала национального Кубка, где проиграл в итоге «Мальорке» со счётом 0:3. Вскоре после этого тренер был уволен.
В 2003-м Лукас Алькарас на два года перебрался в «Расинг», затем в его карьере были «Херес», «Реал Мурсия», снова «Рекреативо», «Кордова», «Альмерия», греческий «Арис». В 2013 году он стал главным тренером «Гранада», выступающей в Ла Лиге.
В 2014-м возглавил «Леванте».
3 октября 2016 года вновь возглавил «Гранаду». В апреле 2017 года руководство «Гранады», которая в чемпионате занимала к тому времени 19-ю строчку, приняло решение об увольнении Алькараса в связи с неудовлетворительными результатами команды.